# Valdivienne
Valdivienne ist eine westfranzösische Gemeinde mit 2.728 Einwohnern (Stand: 1. Januar 2022) im Département Vienne in der Region Nouvelle-Aquitaine. Sie gehört zum Arrondissement Montmorillon und zum Kanton Chauvigny. Die Einwohner werden Valdiviennois genannt.

## Geographie
Valdivienne liegt etwa 25 Kilometer südöstlich von Poitiers am Fluss Vienne, in den hier die Dive einmündet. Umgeben wird Valdivienne von den Nachbargemeinden Chauvigny im Norden und Osten, Chapelle-Viviers im Südosten, Civaux im Süden, Lhommaizé im Südwesten, Fleuré und Tercé im Westen sowie Pouillé im Nordwesten.

## Geschichte
1969 wurde die Gemeinde durch den Zusammenschluss der Kommunen Morthemer, Salles-en-Toulon und Saint-Martin-la-Rivière gebildet. Im Jahr 1974 kam die ehemals selbständige Gemeinde La Chapelle-Morthemer hinzu.

## Bevölkerungsentwicklung
| Jahr      | 1962 | 1968 | 1975 | 1982 | 1990 | 1999 | 2006 | 2012 | 2018 |
| Einwohner | 1098 | 1001 | 2001 | 1952 | 1915 | 2308 | 2434 | 2685 | 2746 |

## Sehenswürdigkeiten
- Kirche Notre-Dame in Morthemer, romanischer Bau aus dem 11. und 12. Jahrhundert sowie Krypta aus dem 14. Jahrhundert, seit 1908 Monument historique
- Kirche Notre-Dame in Chapelle-Morthemer, im 11. Jahrhundert erbaut, Umbauten aus dem 12., 15. und 19. Jahrhundert, seit 1910 Monument historique
- Kirche Saint-Hilaire in Salles-en-Toulon, um 1100 erbaut, seit 1924/1988 Monument historique
- Kirche Saint-Martin in Salles-en-Toulon aus dem 12. Jahrhundert
- Kapelle Cubord aus dem 13. Jahrhundert, seit 1924 Monument historique
- Kapelle Le Pas-de-Saint-Martin aus dem 17. Jahrhundert
- Großkreuz auf dem Friedhof Morthemer, seit 1986 Monument historique
- Schloss Morthemer aus dem 12. Jahrhundert, seit 1927 Monument historique
- Alte Bürger- und Fachwerkhäuser aus dem 15. bis 17. Jahrhundert
- Schloss La Donalière aus dem 17. Jahrhundert
- Herrenhaus Le Touche Barrault, 1663 erbaut
- Frühere Mühlen

Siehe auch: Liste der Monuments historiques in Valdivienne

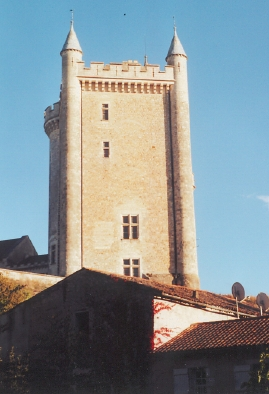
Donjon der Burganlage Schloss Morthemer
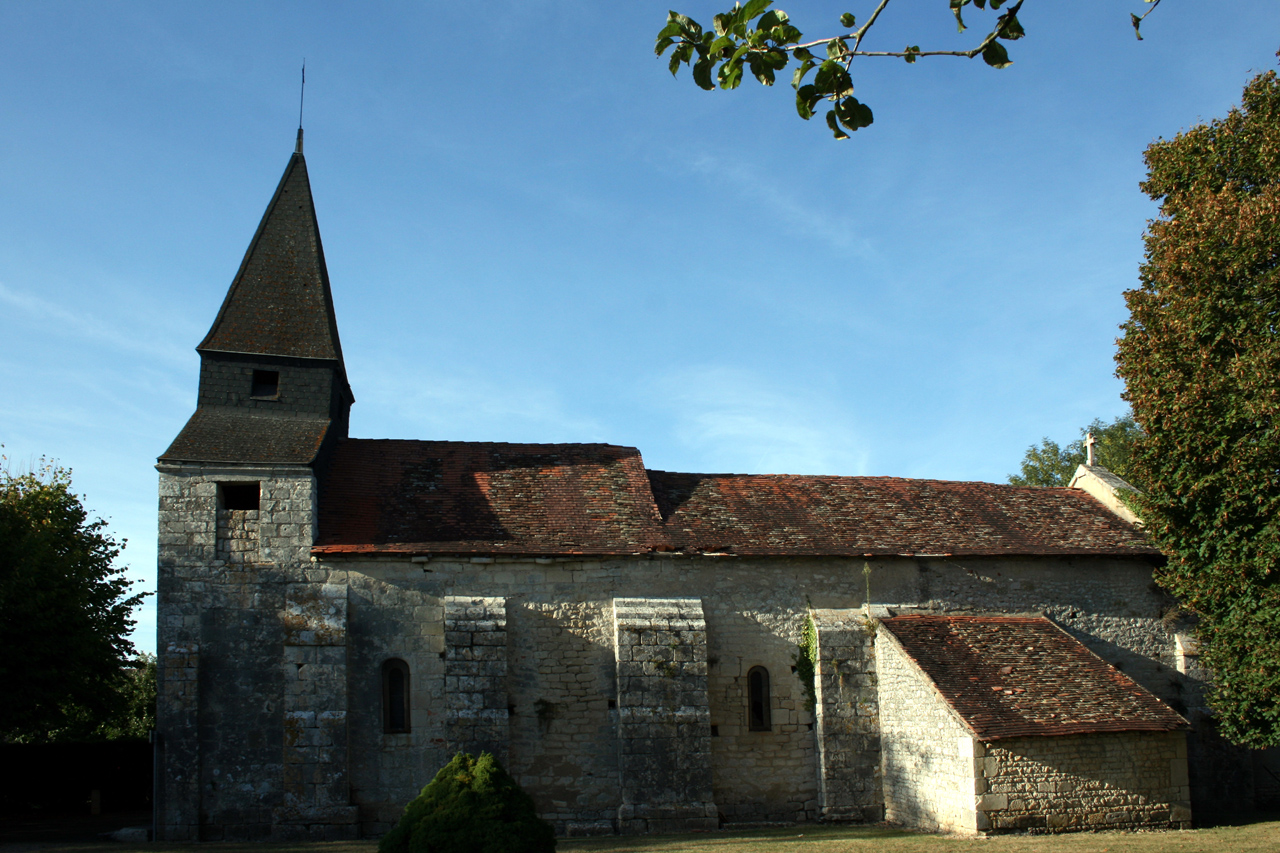
Kirche Saint-Hilaire